# Thea Musgrave
Thea Musgrave (Edimburgo, 27 de mayo de 1928) es una compositora, directora de orquesta y pianista escocesa-americana de ópera y música clásica.

## Biografía
Nacida en Barnton, Edinburgo, el 27 de mayo de 1928. Después de su educación inicial en Moreton Hall en Shropshire, inicia sus estudios en medicina pero rápidamente se centra en la música, obteniendo su título de Bachelor en la Universidad de Edinburgo en 1950 Posteriormente se muda a Francia para estudiar con Nadia Boulanger en el Conservatorio de París y también como alumna particular entre 1950 y 1954. Ahí se convierte en el primer compositor británico en obtener el premio Lili Boulanger, para jóvenes compositores.
Trabaja durante cuatro años en la escuela de verano de Dartington, y es gracias a su director William Glock, posterior director musical de la BBC, que Musgrave se expone a una serie de compositores contemporáneos entre los que se incluyen Bartók, Dallapiccola, Boulez y Stockhausen.
Durante la segunda mitad de los años 50 Musgrave experimenta con el serialismo tras familiarizarse con los trabajos dodecafónicos de Schoenberg y Webern. De esta época derivan composiciones como su opera The Abbot of Drimock y su Concierto de cámara n.º 1.Posteriormente abandonaría el serialísmo para adoptar un sistema atonal libre más personal.
Tras una breve estadía en la escuela de verano de Tanglewood en Boston, Estados Unidos, donde la compositora conoce personalmente a Aaron Copland y Milton Babbitt y se expone a las composiciones de Charles Ives, Thea Musgrave regresa a Reino Unido y empieza a trabajar para la Universidad de Londres a finales de la década de los 50.
En los años 60 y 70, compone una serie de conciertos para orquesta e instrumento solista y obras escénicas que incluyen el ballet Beauty and the Beast y diversas operas, entre las que destaca Mary, Queen of Scots (María, reina de los escoceses basada en una obra de Amalia Elguera), uno de los trabajos más destacados de la compositora hasta la fecha.
En esta misma época, durante unos cursos que imparte en la Universidad de California, Estados Unidos, conoce al violista y director de orquesta Peter Mark, con el que contraería nupcias en 1971 y para quien compondría el concierto para viola y orquesta, estrenado en 1973.
A partir de este punto, al adquirir la nacionalidad Estadounidense, Musgrave intercala periodos viviendo en Reino Unido y los Estados Unidos desempeñando funciones en enseñanza musical y composición. Tras escuchar una representación de Porgy and Bess del compositor americano George Gershwin en el que participó su esposo como director, Thea Musgrave queda fascinada por la música Espiritual negra. Esto la inspira para componer más tarde, en 1985 Harriet, the Woman Called Moses (Harriet, la mujer llamada Moises), una ópera basada en la vida de Harriet Tubman, una abolicionista afroamericana que rescató a cerca de 70 personas durante la época de esclavitud negra en los Estados Unidos. En Estados Unidos enseñó en Queens College, en la City University de Nueva York desde 1987 hasta 2002.
Además de ser una compositora exitosa, Thea Musgrave dirigió muchas de las interpretaciones de sus obras, llegando a convertirse en la primera mujer en dirigir una composición propia con la Orquesta de Philadelphia.

## Estilo Compositivo
Durante su larga carrera compositiva, Thea Musgrave experimentó con el serialismo, atonalismo libre, formas abstractas y la utilización de recursos electrónicos como las cintas pregrabadas.
Los conciertos compuestos por Thea Musgrave a partir de 1966 siguen un estilo que la compositora catalogó como “dramático-abstracto”, donde ella intentaba darle a los instrumentos el carácter de un personaje, o “dramatis personae” a la manera de los arquetipos de la commedia dell’arte. Son representativos de este periodo los Conciertos para orquesta, para viola y el Concierto de cámara nº. 2, dedicado a Charles Ives.

## Composiciones

### Obras dramáticas
- The Abbot of Drimock (1955), opera de cámara
- The Decision (1965), ópera
- Beauty and the Beast (1969), ballet
- The Voice of Ariadne (1973), ópera
- Mary, Queen of Scots (1977), ópera
- A Christmas Carol (1979), ópera
- An Occurrence at Owl Creek Bridge (1981); radio ópera
- Harriet, The Woman Called Moses (1984), ópera
- The Story of Harriet Tubman (1990), ópera de cámara
- Simón Bolívar (1992), ópera
- The Mocking-Bird (2000), monodrama para barítono
- Pontalba (2003), ópera
- Voices of Power and Protest (2006), Coro

### Obras orquestales
- Obliques (1958)
- Scottish Dance Suite (1959)
- Theme and Interludes (1962)
- Nocturnes and Arias (1965)
- Festival Overture (1965)
- Concerto for Orchestra (1967)
- Night Music (1969)
- Memento Vitae (1970)
- Peripeteia (1981)
- Moving into Aquarius (1984)
- The Seasons (1988)
- Rainbow (1990)
- Song of the Enchanter (1990)
- Phoenix Rising (1997)
- Aurora (1999)
- Turbulent Landscapes (2003)
- Points of View (2007)
- Loch Ness - A Postcard from Scotland (2012)
- Largo in Homage to B.A.C.H. (2013)
- Green (for string orchestra) (2014)

### Obras para instrumento solista y orquesta
- Clarinet Concerto (1968)
- From One to Another II (1970), para viola y orquesta de cuerda
- Concerto for Horn (1971)
- Viola Concerto (1973)
- Orfeo II: An Improvisation on a Theme (1975), para flauta y ensamble de cuerdas
- Autumn Sonata (1993), para Clarinete Bajo
- Helios (1994), para oboe
- Journey through a Japanese Landscape (1994), para marimba y orquesta de vientos
- Echoes of Time Past (1999), para coro, trompeta y cuerdas
- Wood, Metal, Skin (2004), para percusión
- Two's Company (2005), para oboe y percusión
- Night Windows for Oboe and 15 Strings (2016)
- From Darkness Into the Light (2017), para cello y orquesta de camara
- Trumpet Concerto (2019)

## Premios y Reconocimientos
- Premio Tovey en Edinburgo (1950)
- Premio Lili Boulanger, en memoria (1952)
- Premio Koussevitzky (1972)
- Nombrada Fellow Guggenheim (1974-75)
- Comendador de la Orden del Imperio Británico (CBE) (2002)
- The Queen's Medal for Music (2017)
- Ivors Classical Music Award (2018)